# Pavel Gorianinov
Pavel Fiodorovitch Gorianinov (en russe : Павел Фёдорович Горянинов), dont la transcription allemande est Paul (ou Paulus) Fedorowitsch Horaninow, est un botaniste russe, né en 1796 à Moguilev et mort en 1865 à Saint-Pétersbourg.

## Biographie
Le botaniste russe Horaninow développa un système universel de la Nature.
En 1834, il proposait deux règnes de la Nature, chacun contenant 4 divisions sans rang :
- A. le règne inorganique Regnum amorpho-anorganicum
  - 1. le feu Aether-(Ignis),
  - 2. l'eau Aqua,
  - 3. l'air Aerem,
  - 4. les corps solides Circulum corporum anorganicorum solidorum discedens ;
- B. le règne organique Regnum Organicum
  - 1. Vegetabilia (Plantae en 4 classes : Sporophorae, Pseudospermae, Coccophorae, Spermophorae),
  - 2. Phytozoa (en 4 classes : Algae, Fungi, Polyparii, Acalephae),
  - 3. Animalia (en 12 classes : Infusoria, Entozoa, Radiata, Mollusca, Annulata, Arachnida, Insecta, Crustacea, Pisces, Amphibia, Aves, Mammalia),
  - 4. Homo sapiens.

Les différentes classes étaient disposées en anneaux concentriques,.
En 1843, il élevait ses règnes en mondes ou Orbis, les 8 groupes sans rang devenant des règnes :
- A. Orbis Anorganicus (I. Regnum Aethereum, II. Regnum Aqueum, III. Regnum Aereum et IV. Regnum Minerale) ;
- B. Orbis Organicus (V. Regnum Vegetabile, VI. Regnum Amphorganicum, VII. Regnum Animale et VIII. Regnum Hominis).

Il était spécialisé dans les ptéridophytes, la mycologie et les spermatophytes. Il fait paraître Prodromus Monographiae Scitaminarum en 1862.

## Publications
- (la) Primae Lineae Systematis Naturae, nexui naturali omnium evolutionique progressivae per nixus reascendentes superstructui (1834) [lire en ligne]
- (la) Tetractys naturae seu systema quadrimembre omnium naturalium (1843) [lire en ligne]
- (la) Characteres Essentiales Familiarum Ac Tribuum Regni Vegetabilis Et Amphorganici : Ad Leges Tetractydis Naturae Conscripti (1847) [lire en ligne]

## Autres translittérations
- Paul (Paulus) Fedorowitsch Ghoryaninov: mélange de transcription allemande et anglaise
- Pavel Fedorovich Gorianinov, transcription anglaise
- Paul (Paulus) Fedorowitsch Horaninov: mélange de transcription allemande et anglaise